# Agabus
Agabus là một chi bọ cánh cứng trong họ Dytiscidae.
Chi này được Leach miêu tả khoa học năm 1817.

## Các loài
Các loài trong chi này gồm:
- Agabus abessinicus (Zimmermann, 1928)
- Agabus adpressus Aubé, 1837
- Agabus adustus Guignot, 1954
- Agabus aequabilis (Gschwendtner, 1923)
- Agabus aequalis Sharp, 1882
- Agabus aeruginosus Aubé, 1838
- Agabus affinis (Paykull, 1798)
- Agabus africanus Pederzani & Schizzerotto, 1998
- Agabus ajax Fall, 1922
- Agabus alexandrae Ribera, Hernando & Aguilera, 2001
- Agabus alinae (Lafer, 1988)
- Agabus ambiguus (Say, 1823)
- Agabus ambulator Régimbart, 1895
- Agabus amnicola (J.Sahlberg, 1880)
- Agabus amoenus Solsky, 1874
- Agabus ancillus Fall, 1922
- Agabus angusi Nilsson, 1994
- Agabus antennatus Leech, 1939
- Agabus anthracinus Mannerheim, 1852
- Agabus approximatus Fall, 1922
- Agabus arcticus (Paykull, 1798)
- Agabus aubei Perris, 1869
- Agabus audeni Wallis, 1933
- Agabus austinii Sharp, 1882
- Agabus bakeri (Zimmermann, 1924)
- Agabus basalis (Gebler, 1829)
- Agabus bergi Zaitzev, 1913
- Agabus bicolor (Kirby, 1837)
- Agabus bifarius (Kirby, 1837)
- Agabus biguttatus (Olivier, 1795)
- Agabus biguttulus (Thomson, 1867)
- Agabus binotatus Aubé, 1837
- Agabus bipustulatus (Linnaeus, 1767)
- Agabus blatta Jakovlev, 1897
- Agabus brandti Harold, 1880
- Agabus browni Kamiya, 1934
- Agabus brunneus (Fabricius, 1798)
- Agabus canadensis Fall, 1922
- Agabus caraboides Sharp, 1882
- Agabus cephalotes Reiche, 1861
- Agabus charon Wickham, 1912
- Agabus clavicornis Sharp, 1882
- Agabus clypealis (Thomson, 1867)
- Agabus colymbus Leech, 1938
- Agabus confinis (Gyllenhal, 1808)
- Agabus congener (Thunberg, 1794)
- Agabus congeneroides Lomnicki, 1894
- Agabus conspersus (Marsham, 1802)
- Agabus conspicuus Sharp, 1873
- Agabus corticeus Lomnicki, 1894
- Agabus costulatus (Motschulsky, 1859)
- Agabus coxalis Sharp, 1882
- Agabus crassipes (Fall, 1922)
- Agabus crypticoides Régimbart, 1895
- Agabus debilipes Régimbart, 1899
- Agabus dichrous Sharp, 1878
- Agabus didymus (Olivier, 1795)
- Agabus dilatatus (Brullé, 1832)
- Agabus discolor (Harris, 1828)
- Agabus disintegratus (Crotch, 1873)
- Agabus dytiscoides Régimbart, 1908
- Agabus elongatus (Gyllenhal, 1826)
- Agabus erytropterus (Say, 1823)
- Agabus faldermanni Zaitzev, 1927
- Agabus falli (Zimmermann, 1934)
- Agabus freudei Guéorguiev, 1975
- Agabus friedrichi (Falkenström, 1936)
- Agabus fulvaster Zaitzev, 1906
- Agabus fulvipennis Régimbart, 1899
- Agabus fuscipennis (Paykull, 1798)
- Agabus galamensis Nilsson, 1992
- Agabus glacialis Hochhuth, 1846
- Agabus glazunovi (Zaitzev, 1953)
- Agabus godmanni Crotch, 1867
- Agabus granulatus (Falkenström, 1936)
- Agabus gringo Larson, 2000
- Agabus griseipennis LeConte, 1859
- Agabus guttatus (Paykull, 1798)
- Agabus heydeni Wehncke, 1872
- Agabus hoppingi Leech, 1942
- Agabus hummeli (Falkenström, 1936)
- Agabus immaturus Larson, 1991
- Agabus inexspectatus Nilsson, 1990
- Agabus infuscatus Aubé, 1838
- Agabus inscriptus (Crotch, 1873)
- Agabus jacobsoni Zaitzev, 1905
- Agabus japonicus Sharp, 1873
- Agabus kaszabi Guéorguiev, 1972
- Agabus kholini Nilsson, 1994
- Agabus klamathensis Larson & Leech, 1989
- Agabus kokoosson Feng, 1936
- Agabus kootenai Larson, 1991
- Agabus labiatus (Brahm, 1790)
- Agabus laferi Nilsson, 1994
- Agabus lapponicus (Thomson, 1867)
- Agabus leptapsis (LeConte, 1878)
- Agabus lineatus Gebler, 1848
- Agabus lithax Riha, 1961
- Agabus lobonyx Guignot, 1952
- Agabus loeffleri Wewalka & Nilsson, 1990
- Agabus longissimus Régimbart, 1899
- Agabus luteaster Zaitzev, 1906
- Agabus lutosus LeConte, 1853
- Agabus mackenziensis Larson, 1991
- Agabus maderensis Wollaston, 1854
- Agabus mandsuricus (Guignot, 1956)
- Agabus margaretae Larson, 1975
- Agabus matsumotoi Satô & Nilsson, 1990
- Agabus melanarius Aubé, 1837
- Agabus moestus (Curtis, 1835)
- Agabus morosus LeConte, 1852
- Agabus mucronatus (Falkenström, 1936)
- Agabus nebulosus (Forster, 1771)
- Agabus nevadensis Hå.Lindberg, 1939
- Agabus niedzwiedzkii Lomnicki, 1894
- Agabus obliteratus LeConte, 1859
- Agabus oblongulus Fall, 1922
- Agabus obsoletus LeConte, 1858
- Agabus ommani Zaitzev, 1908
- Agabus pallens Poppius, 1905
- Agabus pallidus Omer-Cooper, 1931
- Agabus paludosus (Fabricius, 1801)
- Agabus parvulus Lomnicki, 1894
- Agabus perditus Scudder, 1900
- Agabus perssoni Nilsson, 1992
- Agabus phaeopterus (Kirby, 1837)
- Agabus philippensis (Zimmermann, 1924)
- Agabus picotae Foster & Bilton, 1997
- Agabus pisobius Leech, 1949
- Agabus poppiusi Nilsson, 2003
- Agabus pseudoclypealis Scholz, 1933
- Agabus punctatus F.E.Melsheimer, 1844
- Agabus punctulatus Aubé, 1838
- Agabus raffrayi Sharp, 1882
- Agabus ragazzii Régimbart, 1887
- Agabus ramblae Millán & Ribera, 2001
- Agabus rathbuni Scudder, 1900
- Agabus regimbarti Zaitzev, 1906
- Agabus reitteri Lomnicki, 1894
- Agabus rottensis Nilsson, 2001
- Agabus rufipennis (Gschwendtner, 1933)
- Agabus rufulus Fairmaire, 1859
- Agabus rumppi Leech, 1964
- Agabus ruwenzoricus Guignot, 1936
- Agabus safei Abdul-Karim & Ali, 1986
- Agabus sasquatch Larson, 1991
- Agabus semipunctatus (Kirby, 1837)
- Agabus serricornis (Paykull, 1799)
- Agabus setulosus (J.Sahlberg, 1895)
- Agabus sikhotealinensis (Lafer, 1988)
- Agabus sjostedti Régimbart, 1908
- Agabus slovzovi (J.Sahlberg, 1880)
- Agabus smithi Brown, 1930
- Agabus solskii Jakovlev, 1897
- Agabus strigulosus (Crotch, 1873)
- Agabus striolatus (Gyllenhal, 1808)
- Agabus sturmii (Gyllenhal, 1808)
- Agabus subfuscatus Sharp, 1882
- Agabus suoduogangi Stastný & Nilsson, 2003
- Agabus svenhedini (Falkenström, 1932)
- Agabus taeniolatus (Harris, 1828)
- Agabus taiwanensis Nilsson & Wewalka, 1994
- Agabus thomsoni (J.Sahlberg, 1871)
- Agabus tibetanus Zaitzev, 1908
- Agabus tristis Aubé, 1838
- Agabus turcmenus Guignot, 1957
- Agabus udege Nilsson, 1994
- Agabus uliginosus (Linnaeus, 1761)
- Agabus undulatus (Schrank, 1776)
- Agabus ungeri (Heer, 1847)
- Agabus unguicularis (Thomson, 1867)
- Agabus uralensis Nilsson & Petrov, 2006
- Agabus valdiviensis Gemminger & Harold, 1868
- Agabus velox Leech, 1939
- Agabus vereschaginae Angus, 1984
- Agabus winkleri (Gschwendtner, 1923)
- Agabus wollastoni Sharp, 1882
- Agabus xyztrus Larson, 2000
- Agabus yakutiae Nilsson & Larson, 1990
- Agabus zetterstedti Thomson, 1856
- Agabus zimmermanni Scholz, 1920